# Жената, която...
„Жената, която...“ е български игрален филм от 2001 година, по сценарий и режисура на Роза Стефанова.

## Актьорски състав
Не е налична информация за актьорския състав.